# Пирс, Перс
Персиваль Кук Пирс-младший (англ. Percival Cooke Pearce, Jr.), более известен как Перс Пирс (англ. Perce Pearce) (7 сентября 1899 — 4 июля 1955) — американский продюсер, режиссёр, сценарист и карикатурист наиболее известный своей работой с Walt Disney Productions над полнометражными мультфильмами «Белоснежка и семь гномов» (1937), «Фантазия» (1940) и «Бэмби» (1942).

## Ранняя жизнь
Персиваль Кук Пирс-младший родился 7 сентября 1899 года в Уокигане, штат Иллинойс, в семье английских иммигрантов. Его дед по отцовской линии учился на аптекаря в Эссексе и переехал в Уокиган примерно в 1859 году. Его отец, Персиваль Пирс (старший), работал физиком, а его тётя Уиннифред работала художницей. У Пирса были старшие брат Стэмфорд и сестра Изабель, а также младшая сестра Маргарет. В возрасте десяти лет он начал рисовать, и когда он начал учился в средней школе, его рисунки привлекли внимание карикатуриста Дж. Кэмпбелла Кори. Во время учёбы в средней школе Пирс сделал карьеру карикатуриста. После его окончания в 1918 году он поступил в Академию изобразительных искусств в Чикаго.

## Карьера

### Ранняя карьера
Когда была объявлена Первая мировая война, Пирс работал художником-карикатуристом в «The Chicago Herald» и в новостном синдикате «Publicity Feature Bureau». Он был ненадолго зачислен на военно-морскую службу, но вскоре после этого его попросили сделать ежедневный комикс для «Great Lakes Bulletin», военной газеты, обслуживающей военно-морскую базу Naval Station Great Lakes. Затем Пирс представил свою идею для комикса «Seaman Si» (с англ. — «Моряк Си»), которая была одобрена капитаном Уильямом Э. Моффеттом. Лента рассказывала об одноимённом моряке, который постоянно попадает в неприятности. Позже эта серия была опубликована в мягкой обложке в 1917 году, а год спустя переиздана в виде книги. В то же время Пирс делал редакционные и политические карикатуры для своего информационного агентства, некоторые из которых были опубликованы в «New York Evening Post». В 1919 году Пирс переехал в Колорадо, чтобы работать карикатуристом в «The Denver Post».

### Disney
18 февраля 1935 года Пирс начал работать с Walt Disney Productions. Там он сначала работал посредником, но к концу года он участвовал в написании сценария для первого полнометражного мультфильма студии «Белоснежка и семь гномов» (1937). К октябрю 1936 года он был назначен режиссёром сцен, где ему было поручено направлять аниматоров в развитии личности гномов. По словам писателя Джона Гранта, Пирс также служил референсом для некоторых гномов, особенно для Умника.
Пирс был одним из пяти человек, вместе с Уильямом Коттреллом, Уилфредом Джексоном, Ларри Мори и Беном Шарпстином, которые были номинированы на премию «Кубок Муссолини» за «Белоснежку» в категории «лучший иностранный фильм» на Венецианском международном кинофестивале 1938 года, однако Лени Рифеншталь выиграла её за свой двухсерийный фильм «Олимпия».
Для мультфильма «Фантазия» (1940) Уолт Дисней назначил Пирса режиссёром анимации в сегменте «Ученик чародея», а Карл Фолберг помогал ему в сюжете. Однако в январе 1938 года Пирс и Фолберг были переведены на работу над мультфильмом «Бэмби» (1942).
Для «Бэмби» Пирсу вместе с Ларри Мори было поручено руководить сюжетной командой, в которой он развивал характеры персонажей, как в «Белоснежке» и он также озвучивал мистера Крота.
После этого Пирс участвовал в руководстве сюжета для мультфильма «Победа через мощь в воздухе» (1943) и работал над непроизведённым проектом «Гремлины» . К середине 1940-х Пирс стал помощником продюсера фильмов «Песня Юга» (1946) и «Так дорого моему сердцу» (1948). В ноябре 1946 года, после премьеры «Песни Юга» в Атланте , Пирс вместе с Диснеем, его женой Лиллиан и сценаристом Джоном Такером Бэттлом отправился в Ирландию, чтобы исследовать материал для потенциального фильма о лепреконах. В результате получился проект «Дарби О'Гилл и маленький народ» (1959).
Чтобы поддержать свою киноиндустрию, Великобритания конфисковала кассовые сборы, полученные американскими студиями, настаивая на том, чтобы деньги были потрачены там. Поскольку студия в значительной степени зависела от иностранных рынков, Дисней открыл киностудию в Англии, чтобы получить доступ к заблокированным средствам. Там Дисней выбрал роман «Остров сокровищ» Роберта Льюиса Стивенсона в качестве своего первого игрового фильма и привлёк Пирса в качестве продюсера и менеджера по производству Фреда Лихи для наблюдения за производством. «Остров сокровищ» (1950) имел кассовый успех, заработав 4,8 миллиона долларов в прокате по всему миру. В их последующем проекте «История Робина Гуда и его веселой компании» (1952) Пирс снова выступил продюсером. Перед съёмками он раскадровал фильм и отправил эскизы и сценарий в Disney на утверждение.
Из-за послевоенных валютных ограничений Пирс не мог вывозить заработанную зарплату за границу; таким образом, он проживал в Англии. Тем не менее, он помогал в разработке телепрограммы «Клуб Микки Мауса» (1955—1959) вместе с Биллом Уолшем и Хэлом Адельквистом.

## Личная жизнь
4 июля 1955 года Перс Пирс умер в своем лондонском доме после сердечного приступа. У него осталась жена Джун Херриг Свон и две дочери; одна из которых по имени Энн была замужем за Стэнли Крамером.

## Фильмография
| Год  | Фильм                                              | Работа                                        | Заметки                                  |
| ---- | -------------------------------------------------- | --------------------------------------------- | ---------------------------------------- |
| 1937 | Белоснежка и семь гномов                           | Режиссёр сцен                                 |                                          |
| 1940 | Фантазия                                           | Разработчик сюжета — сегмент «Ученик чародея» |                                          |
| 1942 | Бэмби                                              | Руководитель сюжета                           | мистер Крот (голос) (в титрах не указан) |
| 1943 | Победа через мощь в воздухе (Документальный фильм) | Руководитель сюжета                           |                                          |
| 1946 | Песня Юга                                          | Ассоциированный продюсер                      |                                          |
| 1948 | Так дорого моему сердцу                            | Ассоциированный продюсер                      |                                          |
| 1950 | Остров сокровищ                                    | Продюсер                                      |                                          |
| 1952 | История Робина Гуда и его веселой компании         | Продюсер                                      |                                          |
| 1953 | Меч и роза                                         | Продюсер                                      |                                          |
| 1954 | Роб Рой, неуловимый разбойник                      | Продюсер                                      |                                          |

## Награды и номинации
- 1938 — Премия «Кубок Муссолини» в категории «Лучший иностранный фильм» («Белоснежка и семь гномов») (номинация)
- 1943 — Премия «Хьюго» в категории «Лучшая постановка, малая форма» («Бэмби»)[22]